# Mainliner: Wreckage from the Past
Mainliner: Wreckage from the Past is het eerste verzamelalbum van de Amerikaanse punkband Social Distortion. Het album werd uitgegeven op 18 juli 1995 via het platenlabel Time Bomb Recordings op cd en lp. Het bevat hoofdzakelijk niet eerder uitgegeven nummers, alsook alternatieve versies van eerder uitgegeven nummers, die zijn opgenomen tijdens twee aparte opnamesessies in 1981.

## Nummers
"Moral Threat" en "All the Answers" werden in 1982 opgenomen voor het album Mommy's Little Monster (1983). "Justice for All" werd opnieuw opgenomen in 1988 voor het album Prison Bound (1988), onder de titel "It's the Law".
"Justice For All" en de "Posh Boy"-versie van "Playpen" waren eerder verschenen op het album The Future Looks Bright (1981), een compilatiealbum van Posh Boy Records dat was verschenen als cassette. De "Posh Boy"-versie van "1945" was al eerder uitgegeven op het compilatiealbum Rodney on the ROQ, Volume 2 (1981), eveneens van Posh Boy Records.
1. "1945 (Posh Boy)" - 1:52
2. "Playpen (Posh Boy)" - 2:40
3. "Mainliner" - 2:30
4. "Moral Threat" - 3:35
5. "All the Answers" - 2:12
6. "Justice for All" - 2:03
7. "Under My Thumb" (cover van The Rolling Stones) - 2:04
8. "1945 (13th Floor)" - 2:03
9. "Playpen (13th Floor)" - 2:58
10. "Mass Hysteria" - 2:41

## Muzikanten
- Mike Ness - gitaar, zang
- Dennis Danell - zang, basgitaar (tracks 1-6), slaggitaar (tracks 7-10)
- John Stevenson - drums, zang (tracks 1-6)
- Brent Liles - basgitaar, zang (tracks 7-10)
- Derek O'Brien - drums, zang (tracks 7-10)
- Tyson Nolf - xylofoon (tracks 3-5), triangel (tracks 8-10)